# Rex River
Der Rex River ist ein Fluss im King County im US-Bundesstaat Washington. Er entspringt nahe dem Hauptkamm der Kaskadenkette und fließt nordwestwärts bis zu seiner Mündung in den Cedar River im Chester-Morse-Lake-Stausee. Der Cedar River fließt in den Lake Washington und über den Lake Washington Ship Canal schließlich in den Puget Sound. Zu den Zuflüssen des Rex River gehören der Pine Creek, der Lindsay Creek und der Boulder Creek.
Der Rex River liegt mit seinem Einzugsgebiet von 34,7 Quadratkilometern vollständig im Cedar River Municipal Watershed, einem von der Stadt Seattle gemanageten Gebiet, das etwa zwei Drittel der Wasserversorgung für den Großraum Seattle liefert.